# Luís Dias (Pseudo-Messias)
Luís Dias (* 1505 in Viana do Alentejo; † 1542 in Lissabon), der „Messias von Setúbal“ (portug. Messias de Setúbal), der Hafenstadt südlich von Lissabon, war ein portugiesischer Schuhmacher und jüdischer Pseudo-Messias. Er gewann viel Anhänger unter den alten und Neu-Christen, wurde gefangen genommen und 1542 in einem Autodafé in Lissabon zusammen mit dreiundachtzig seiner Anhänger verbrannt.